# Josiah Kibira (Bischof)
Josiah Mutabuzi Isaya Kibira (* 25. August 1925 in Bukoba (Tanganjika, heute Tansania); † 18. Juli 1988 in Rwamishenye, Distrikt Bukoba) war ein tansanischer evangelisch-lutherischer Geistlicher und Theologe. Er war einer der ersten einheimischen Bischöfe in seinem Land und der erste Afrikaner, der als Präsident des Lutherischen Weltbundes amtierte.
Kibira wuchs in einer Familie auf, die zum Stamm der Haya gehörte. Mit vier Jahren verlor er seinen Vater, der eine entscheidende Rolle bei der Christianisierung seiner Region gespielt hatte. Nach erfolgreichem Abschluss eines Lehrerseminars arbeitete er ab 1951 als Lehrer in verschiedenen Schulen in seiner Heimat. 1957 ermöglichte ein Stipendium der Bethel Mission, auf deren Arbeit die lutherische Kirche im Raum Bukoba zurückging, ihm das Studium der Theologie an der Kirchlichen Hochschule Bethel. Nach der Rückkehr nach Tansania wurde er 1960 ordiniert und arbeitete als Pastor. 1961 erwarb er an der Missionsakademie an der Universität Hamburg das Magisterexamen und  wurde in die Kommission für Glauben und Kirchenverfassung berufen. Auf Vermittlung von Bengt Sundkler, der seit 1961 als lutherischer Bischof in Bukoba amtierte, erhielt er 1962 ein weiteres Stipendium für ein Aufbaustudium an der Boston University. Nachdem er im Mai 1964 den Magistergrad erworben hatte (A Study of Christianity Among the Bahaya Tribe: West-Lake Region, Tanganyika), wurde ihm dort eine Stelle zur Promotion angeboten, aber Bischof Sundkler rief ihn nach Bukoba zurück, weil er ihn zu seinem Nachfolger ausersehen hatte. Die Synode wählte ihn zunächst zum Assistenzbischof und Ende 1964 zum Bischof der Diözese Bukoba, die mittlerweile als Northwestern Diocese ein Teil der Evangelisch-Lutherischen Kirche in Tansania war.
Kibira wurde international bekannt, als er bei der Vollversammlung der All Africa Conference of Churches 1965 in Addis Abeba einen Hauptvortrag über A Living Church in a Changing Society hielt. Seitdem galt er als ein Hauptvertreter einer eigenständigen afrikanischen Form des Christentums, die er in seinem Buch Church, Clan, and the World (1974) näher skizzierte. 1968 amtierte er als Leiter des Eröffnungsgottesdienstes für die Vollversammlung des Ökumenischen Rates der Kirchen in Uppsala. Bei der Vollversammlung des Lutherischen Weltbundes 1970 wurde er zum Vorsitzenden des Ausschusses für Kirchliche Zusammenarbeit und Weltdienst gewählt, bei der folgenden Vollversammlung in Daressalam 1977 zum Präsidenten der weltweiten Gemeinschaft lutherischer Kirchen. Er gab das Amt turnusgemäß nach sieben Jahren wieder ab und trat im Oktober 1984 auch als Bischof wegen einer fortschreitenden Parkinson-Erkrankung vorzeitig in den Ruhestand.
Seit 1951 war Kibira mit Martha Yeremiah verheiratet; gemeinsam hatten sie fünf Söhne und vier Töchter. Der Sohn Josiah Mwesigwa Kibira (* ca. 1960) wurde Filmregisseur und -produzent; er drehte 2010 einen Film über seinen Vater.
Kibira wurde 1974 von der Universität Uppsala und 1978 vom St. Olaf College in Northfield, Minnesota mit der theologischen Ehrendoktorwürde ausgezeichnet. Das Hauptgebäude in der Zentrale der All Africa Conference of Churches in Nairobi und das der Tumaini University angeschlossene Josiah Kibira University College wurden nach ihm benannt.